# Insolentitheca
Insolentitheca es un género de foraminífero bentónico de la subfamilia Insolentithecinae, de la familia Archaesphaeridae, de la superfamilia Parathuramminoidea, del suborden Fusulinina y del orden Fusulinida. Su especie tipo es Ammobaculites? horridus. Su rango cronoestratigráfico abarca desde el Viseense inferior (Carbonífero inferior) hasta el Asseliense (Pérmico inferior).

## Discusión
Clasificaciones más recientes incluyen Insolentitheca en la familia Insolentithecidae, de la superfamilia Caligelloidea, del suborden Earlandiina, del orden Earlandiida, de la subclase Afusulinana y de la clase Fusulinata. Inicialmente fue incluido en la familia Caligellidae.

## Clasificación
Insolentitheca incluye a la siguiente especie:
- Insolentitheca horridus †